# Гринштейн, Исаак Хаскелевич
Исаак Хаскелевич Гринштейн (16 мая 1909 года, Бобринец, Украина — 1966, Москва) — советский художник, график, иллюстратор и оформитель детских книг. Автор целого ряда известных агитационных, политических плакатов, выполненных в лучших традициях соцреализма. Член Союза художников СССР, член правления графической секции МОСХа, участник Великой Отечественной войны. Жена — Гринштейн Лия Гилеловна, имеет двоих детей — наследников.

## Биография
Родился 16 мая 1909 года в украинском городе Бобринце в еврейской семье. Отец был портным, мать занималась воспитанием детей. В 1920 году семья переехала в Одессу.
В 1925—1930 годах учился в Одесском художественном институте, в котором с 1930 по 1933/1934 год преподавал. Одним из преподавателей будущего художника был известный педагог Ю. Р. Бершадский, работавший в Одесском художественном институте с 1928 по 1935 год.
Работу начал в журнале «Огонек», с 1935 года сотрудничал с журналами «Смена», «Работница», «Крестьянка», «Молодой колхозник», «Знание — сила». Позже работал с издательствами «Детгиз», «Детский мир» и «Молодая гвардия», «Изогиз».
Исаак Хаскелевич известен как книжный график, проиллюстрировавший множество детских книг: «Павлик Морозов» Виталия Губарева, «Волшебная шкатулка» Ивана Василенко, «Приключения Травки» Сергея Розанова, «Дочь» Марии Белаховой, «Зелёный луч» Леонида Соболева.
Исаак Хаскелевич Гринштейн иллюстрировал книги М. Горького, Ю. Лебединского, Н. Чуковского, Ф. Панфёрова. Иллюстрации к повести В. Катаева «Сын полка» стали неотъемлемой ее частью и многократно переиздавались.
По оценкам специалистов[каких?] шедевром книжной графики признаются иллюстрации к неизданному варианту книги А. Фадеева «Молодая гвардия». Данные иллюстрации никогда не тиражировались и имеются в единственном экземпляре (оригинале) у наследников художника.
Автор более 30 агитационных политических плакатов, выполненных в лучших традициях соцреализма. Они отличаются продуманной композицией, приятной цветовой гаммой, чрезвычайно «крепким» рисунком и необыкновенно искренним, до наивности, отношением к идеалам социализма. Наиболее известными социальными и политическими плакатами стали: «Первомайский праздник в колхозе» (1946), «Каждому колхозу — птицеводческую ферму!» (1947), «Хорошее пастбище — залог высокой продуктивности скота!» (1950), «Шерсть-линька — ценное сырьё» (1952), «Слава советским железнодорожникам!» (1952), «Полностью используем все резервы социалистического животноводства!» (1952), «Славься, Отечество наше свободное, Дружбы народов надежный оплот!» (1953), «Да здравствует 1 мая!» (1953), «Каждая деталь — отличного качества!» (1953), «Хороший нагул — высокие приветы» (1954), «Товарищи железнодорожники! Ускоряйте оборот вагонов, больше формируйте тяжеловесных составов, шире применяйте передовые методы труда!» (1954), «Человек может и должен создавать новые формы растений лучше природы. И. В. Мичурин» (1955), «В песне смелых и сильных духом всегда ты будешь живым примером, призывом гордым к свободе, к свету. М. Горький» (1956), «Мы победим!» (1957), «Москва с Пекином в дружбе нерушимой, дорога их светла и широка. И силы их в борьбе неодолимы. И дружба двух народов — на века» (1956), «Партия — ум, честь и совесть нашей эпохи» (1958), «Слава великому единству! Союз рабочего класса и крестьянства — незыблемая основа Советского государства» (1959), «Печать — могучее орудие человеческой культуры!» (1958), «Ленин с нами!» (1959), «8 Марта — международный женский день, слава советским труженицам!» (1959), «Слава отважным сынам нашей Родины!» (1960), «Передовой техникой владей отлично!» (1960), «Идеи ленинизма побеждают!» (1961), «Надо, чтобы все дело воспитания, образования и учения современной молодежи было воспитание в ней коммунистической морали» (1961), «Ленинской Правде 50 лет» (1962).
И. Х. Гринштейн выполнил плакаты, посвященные культурным событиям и знаменательным историческим датам: «Будущее светло и прекрасно. Н. Чернышевский. 1828—1889» (1953), «150 лет со дня рождения М. И. Глинки. 1804—1954» (1954), «Моцарт есть высшая, кульминационная точка, до которой красота досягала в сфере музыки» (1955), «За эрой аэропланов винтовых должна следовать эра аэропланов реактивных, или аэропланов стратосферы. К. Э. Циолковский» (1957). Среди изображенных на плакатах были Глинка, Чехов, Горький, Мичурин, Циолковский и другие. Плакаты И. Х. Гринштейна отличаются продуманной композицией, техническим совершенством исполнения и приятной цветовой гаммой.
Исаак Гринштейн оставил значительный след в истории советского искусства. Книги с его иллюстрациями читают наши современники, а его плакаты имеют сегодня историческую и художественную ценность.
Умер в Москве в 1966 году. Похоронен на Востряковском кладбище.

## Работы находятся в фондах и коллекциях
- Российской государственной библиотеки,
- Рыбинского государственного историко-архитектурного художественного музея заповедника,
- Государственного исторического музея (ГИМ),
- Центрального музея Вооруженных Сил Российской Федерации (ЦМВС РФ),
- Государственного музея политической истории России,
- Государственного музея истории Санкт-Петербурга (ГМИ СПб),
- Астраханского музея-заповедника,
- Вологодского государственного музея-заповедника,
- Воронежского областного краеведческого музея (ВОКМ),
- Государственного музея истории космонавтики имени К. Э. Циолковского,
- Кемеровского областного краеведческого музея (КОКМ),
- Ульяновского областного краеведческого музея им. И. А. Гончарова (УОКМ),
- Череповецкого музейного объединения (Чер МО),
- Муромского историко-художественного музея (МИХМ),
- Новороссийского исторического музея-заповедника (НИМЗ), ПКМ им. К. И. Журавлева,
- Национального музея Удмуртской Республики им. Кузебая Герда (НМУР),
- Геленджикского историко-краеведческого музея (ГИКМ),
- Туапсинского историко-краеведческого музея им. Н. Г. Полетаева,
- Аксайского военно-исторического музея.